# متروی سانتیاگو
متروی سانتیاگو (اسپانیایی: Metro de Santiago‎) سیستم قطار شهری زیرزمینی در سانتیاگو، شیلی است.
این مترو که در تاریخ ۱۵ سپتامبر ۱۹۷۵ تأسیس شده دارای ۷ خط، ۱۳۶ ایستگاه و ۱۳۹٫۷ کیلومتر طول می‌باشد.

## نقشه

## نگارخانه

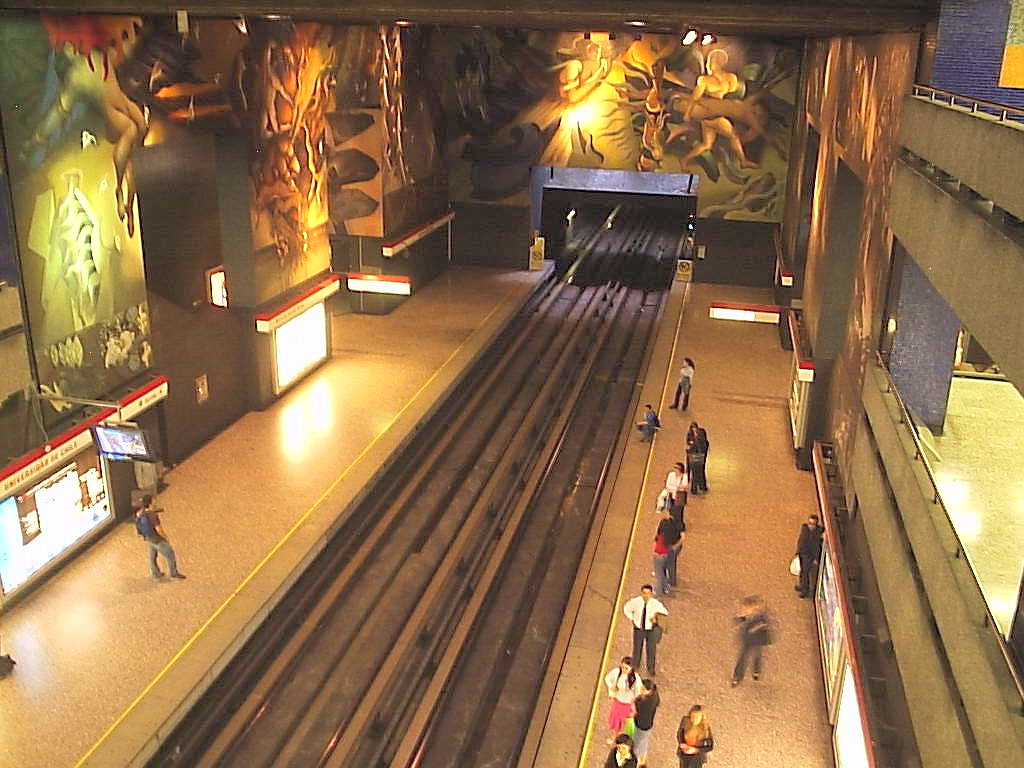
Universidad de Chile
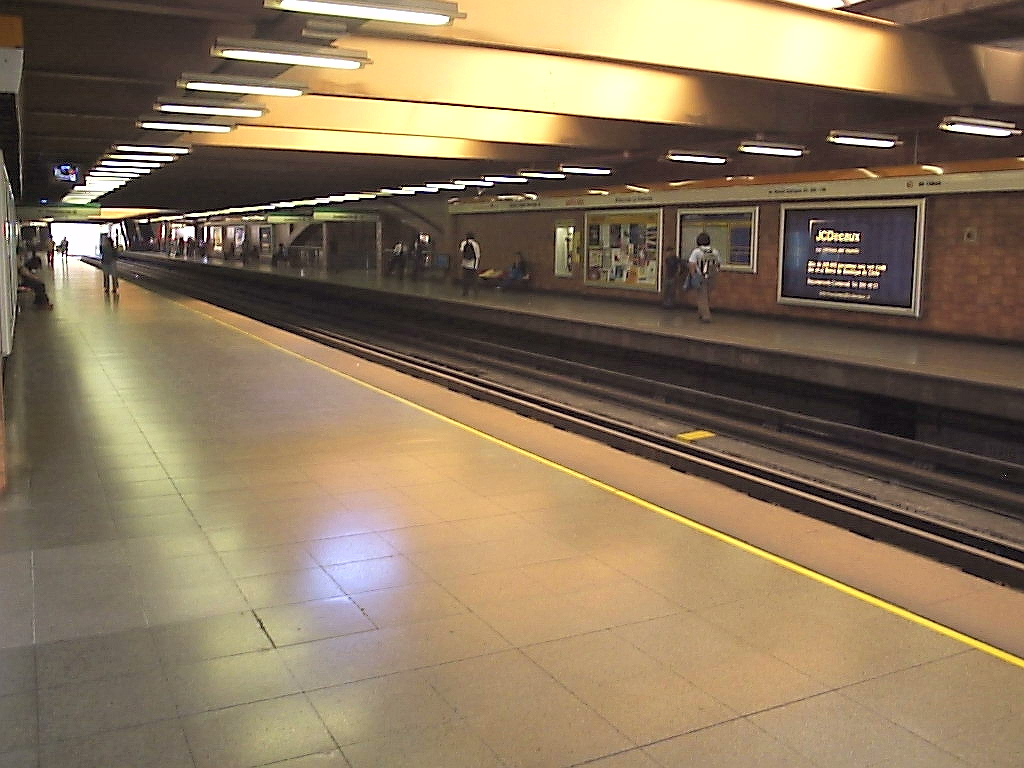
Santa Ana
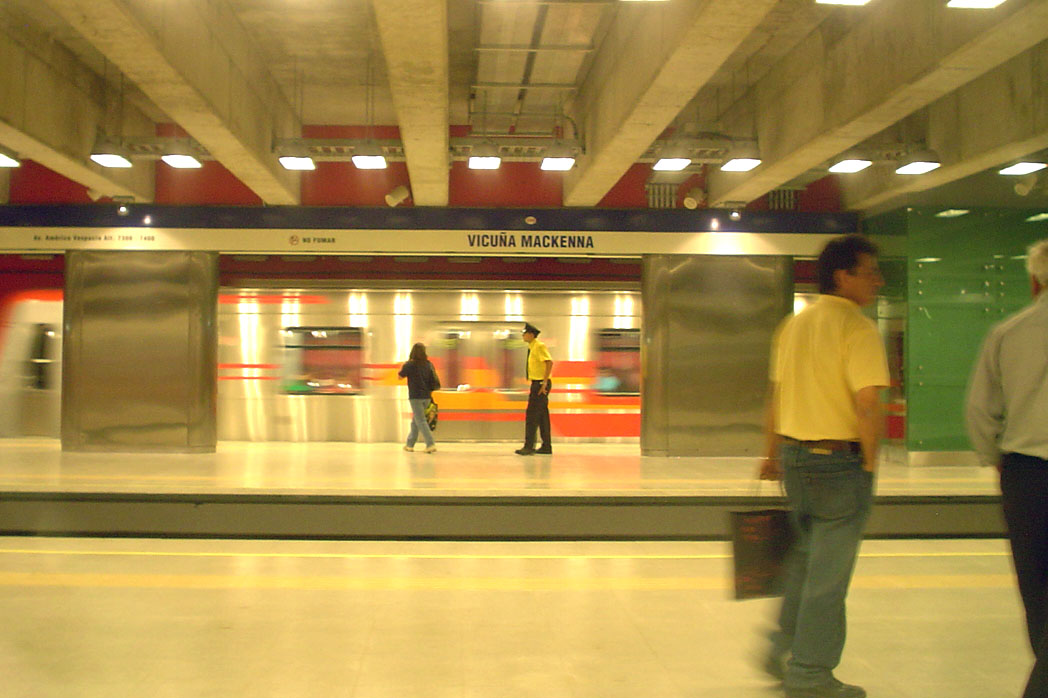
Vicuña Mackenna
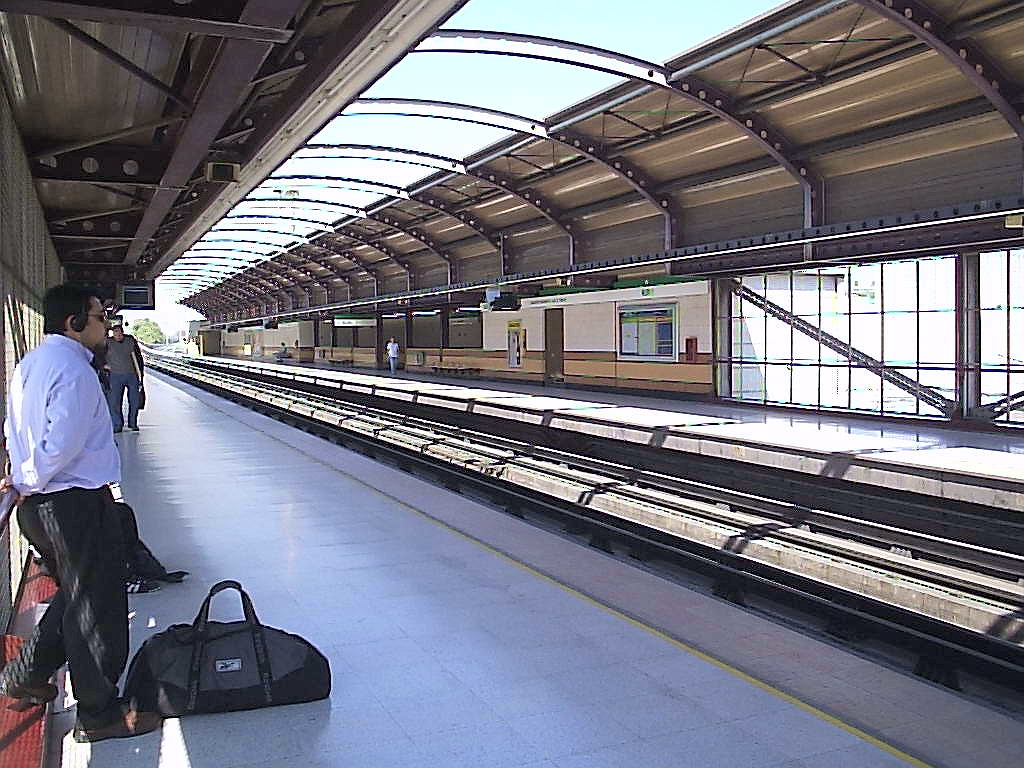
Ñuble